# New Boyz
New Boyz war der Name eines US-amerikanischen Hip-Hop-Duos aus Los Angeles. Sie begannen beide 2013 Solo-Karrieren unter Legacy und Ben J.

## Karriere
Earl Benjamin (Ben J) und Dominic Thomas (Legacy) lernten sich in ihrem ersten High-School-Jahr kennen und schlossen sich 2005 zu den New Boyz zusammen. Ihren Durchbruch hatten sie 2009 mit der Single You’re a Jerk, die sowohl in den Rap-Charts als auch in den Hot 100 erfolgreich war, sowie dem zugehörigen Raptanz. Ihr kurz darauf veröffentlichtes Debütalbum Skinny Jeanz and a Mic konnte nicht ganz an den Erfolg anknüpfen, mit einer weiteren Single, Tie Me Down, zusammen mit dem R&B-Sänger Ray J, hatten sie einen weiteren Top-40-Hit.

## Bandmitglieder
- Ben J (Earl Benjamin) (* 13. Oktober 1991) – hat eine Tochter namens Kamia Ellen
- Legacy (Dominic Thomas) (* 12. Oktober 1991)

## Diskografie

### Studioalben
- 2009: Skinny Jeanz and a Mic
- 2011: Too Cool to Care

### Singles
- 2009: You’re a Jerk
- 2009: Tie Me Down (feat. Ray J)
- 2009: New Girl
- 2009: My Swagg (feat. The Bangz)
- 2010: Break My Bank (feat. Iyaz)
- 2011: Backseat (feat. The Cataracs & Dev)
- 2011: Crush on You (feat. YG)
- 2011: Start Me Up
- 2011: Better with the Lights Off (feat. Chris Brown)

## Musikvideos
- You’re a Jerk
- Dot Com
- Tie Me Down (feat. Ray J)
- So Dope
- Cricketz (feat. Tyga)
- Break My Bank (feat. Iyaz)
- Crush on You (feat. YG)
- Backseat (feat. The Cataracs and Dev)
- Kids (feat. Sabi)
- Better with the Lights Off (feat. Chris Brown)
- Found My Swag (feat. The Bangz)
- Dancing Around the Truth (the Stunners)
- New Kid Swag (feat. Brandon Soo-Hoo (Incredible Crew))